# 자이젠 노부유키
자이젠 노부유키(일본어: 財前 宣之, 1976년 10월 19일 ~ )는 일본의 전 축구 선수이다. 현역 시절 포지션은 미드필더였다. 친형은 은퇴한 축구 선수 자이젠 게이이치이다.

## 경력
중학교 시절부터 요미우리 FC 유스 소속이었는데, 입단 테스트 당시의 오미 유키타카 코치가 “공을 잡자마자 합격시켰다.”라고 말할 정도의 기대주였다. 고교시절에는 도쿄실업고등학교에 다니면서 요미우리 유스 소속으로 1993년의 FIFA U-17 월드컵에 출전하여 일본 대표팀의 중심 선수로 뛰었다. 일본 대표팀의 세 경기에서 모두 '맨 오브 더 매치(Man of the Match)'로 뽑히며 팀이 베스트８에 진출하는데 공헌하였다. 이러한 활약으로 자이젠 노부유키는 일본 선수로서는 유일하게 베스트 일레븐에 뽑혔다.
1995년 베르디 가와사키의 1군으로 승격된 직후 이탈리아 세리에 A의 명문 구단 SS 라치오로 유학하였다. 라치오에서는 유스 소속이었지만 1군의 올스타전에도 출장하였다. 1996년에는 스페인의 1부 리그인 CD 로그로녜스에 임대이적하였지만 부상을 당하면서 귀국하였다.
1999년 크로아티아의 HNK 리예카를 거쳐서 시미즈 히데히코 감독의 권유에 따라 베갈타 센다이 입단하여 구단의 중심 선수로서 뛰었으며, 2001년 J2 리그 최종전인 교토 퍼플 상가와의 경기에서 경기 종료 직전에 결승골을 넣어 팀이 최초로 J1으로 승격되는데 기여하였다.
2005년 시즌 종료 후에는 베갈타 센다이에서 전력 외 통고를 받은 후 탈단하였다. 다음 해인 2006년부터는 같은 도호쿠 지방을 연고로 하는 몬테디오 야마가타로 이적하여 4년간 뛰었다. 2009년에 전력 외 통고를 받자 같은 해에 시즌 종료를 기하여 탈단하였다.
2009년 시즌 종료 직후 타이 프리미어리그에 소속된 무앙통 유나이티드 FC에서 영입을 전제로 한 연습참가 요청을 받았다. 이에 자이젠 노부유키는 즉시 타이으로 비행기를 타고 프리시즌 매치에 미드필더로 출장하였으며, 무앙통 유나이티드에 정식 가입이 결정되었다.

## 소속 구단
청소년 구단
- 1989년 - 1994년 요미우리 FC

프로 구단
- 1995년  베르디 가와사키
- 1995년 도중 - 1996년  SS 라치오 (임대 이적, 유학)
- 1996년 도중 -  CD 로그로네스 (임대 이적)
- 1996년 10월 - 1998년 베르디 가와사키
- 1999년  HNK 리에카
- 1999년 도중 - 2005년  베갈타 센다이
- 2006년 - 2009년  몬테디오 야마가타
- 2010년  무앙통 유나이티드 FC

## 이력
- J리그 디비전 1 첫 출장 - 1999년 8월 7일 가와사키 프론탈레 전
- J리그 디비전 1 첫 득점 - 1999년 8월 21일 오미야 아르디자 전

## 대표력
- 1992년 U-16 일본대표
- 1993년 U-17 일본대표 (1993년 U-17 베스트８, 베스트 일레븐으로 선출)
- 1994년 U-19 일본대표